# Велоспорт на летних Олимпийских играх 1904 — 2 мили
Соревнования по велоспорту на дистанции 2 мили среди мужчин на летних Олимпийских играх 1904 прошли 3 августа. Приняли участие 13 спортсменов из одной страны.

## Призёры
| Золото             | Серебро         | Бронза           |
| Бартон Даунинг США | Оскар Гёрке США | Маркус Харли США |

## Соревнование
| Место | Спортсмен                       | Результат  |
| ----- | ------------------------------- | ---------- |
| 1     | Бартон Даунинг (USA)            | 4:57.8     |
| 2     | Оскар Гёрке (USA)               | Неизвестен |
| 3     | Маркус Харли (USA)              | Неизвестен |
| 4     | Тедди Биллингтон (USA)          | Неизвестен |
| 5-13  | Чарльз Шли (USA)                | Неизвестен |
| 5-13  | 8 неизвестных спортсменов (USA) | Неизвестен |